# Cheirostylis pubescens
Cheirostylis pubescens är en orkidéart som beskrevs av C.S.P.Parish och Heinrich Gustav Reichenbach. Cheirostylis pubescens ingår i släktet Cheirostylis och familjen orkidéer.
Artens utbredningsområde är Burma. Inga underarter finns listade i Catalogue of Life.